# 조앤 베노잇
조앤 베노잇 새뮤얼슨(영어: Joan Benoit Samuelson, 1957년 5월 16일~)은 1984년 하계 올림픽 여자 마라톤에서 금메달을 획득한 미국의 전직 육상 선수로 최초의 여성 올림픽 마라톤 챔피언이었다.
메인주 케이프엘리자베스에서 태어났으며, 무릎 수술에 이어 17일 만에 26세의 나이로 올림픽 선발 시합 마라톤을 이겼다. 2개의 행사에 마라톤에서 세계 1위에 들어온 베노잇은 그 종목에서 전 세계와 국내 기록 보유자이다.
1981년 국내 10,000m 타이틀과 1984년 국내 여성 마라톤을 우승하였다. 1984년에 그녀는 여성 마라톤에서 세계와 국내 기록을 세운데 이어 4개 대회에서도 국내 여성 마라톤 기록을 세운 뒤 자국에서 열린 1984년 하계 올림픽에서 2시간 22분 43초의 기록을 세우며 금메달을 목에 걸었다.
그해에 베노잇은 10,000m에서 세계 4위에 들어오고, 마라톤에서 5번이나 세계 랭킹에 들었다. 그녀는 1979년과 1983년 보스턴 마라톤, 1992년 컬럼버스 마라톤과 1985년 시카고 마라톤을 우승한 여성 마라톤의 개척자이다.
2004년 미국 육상 명예의 전당에 헌액되었다.